# Cửa khẩu Chiềng Khương
Cửa khẩu Quốc tế Chiềng Khương là cửa khẩu quốc tế tại vùng đất bản Chiềng Khương xã Chiềng Khương huyện Sông Mã tỉnh Sơn La, Việt Nam .
Cửa khẩu Quốc tế Chiềng Khương thông thương với cửa khẩu Ban Dan (Bản Đán) 20°54′26″B 103°58′50″Đ / 20,907178°B 103,9806°Đ ở ban Dan muang Et tỉnh Houaphan (Hủa Phăn), CHDCND Lào .
Quốc lộ 4G nối từ thành phố Sơn La đến cửa khẩu Quốc tế Chiềng Khương và các xã ở thung lũng sông Mã trong vùng. Cửa khẩu gần sát với nơi sông Mã chảy sang Lào .

## Hoạt động
Năm 2001 Thủ tướng Chính phủ ban hành Quyết định 188/2001/QĐ-TTg việc cho phép cửa khẩu Lóng Sập và Cửa khẩu Chiềng Khương, tỉnh Sơn La được áp dụng Chính sách Khu kinh tế cửa khẩu biên giới do Thủ tướng Chính phủ ban hành .